# Droit nord-irlandais
Le droit nord-irlandais est le système juridique composé des lois et de la common law en vigueur en Irlande du Nord depuis la partition de l'Irlande en deux juridictions séparées au sein du Royaume-Uni en 1921.